# 守門村

現・魚沼市域における平成の大合併。当村は小出町に対して北東部に位置した。

守門村（すもんむら）は、新潟県北魚沼郡にあった村。小出町への通勤率は14.1%（平成12年国勢調査）。2004年（平成16年）11月1日に小出町、堀之内町、湯之谷村、広神村、入広瀬村との合併により魚沼市となった。

## 地理
- 山：守門岳
- 河川：破間川、福山川
- 湖沼：

## 歴史
近世以降の地域の歴史には目黒家とのかかわりが大きい（詳細は目黒邸を参照）。
- 1889年4月1日 - 町村制施行により須原村，広瀬村，上条村，高根村 が成立。
- 1893年4月1日 - 高根村が分割され、横根地区は入広瀬村に編入合併し、残部である高倉地区は高倉村となる。
- 1901年11月1日
  - 須原村と広瀬村が合併して須原村となる。
  - 上条村と高倉村が合併して上条村となる。
- 1956年9月30日 - 須原村と上条村が合併して守門村となる。
- 2004年11月1日 - 周辺町村と合併して魚沼市となり消滅。

魚沼市の歴史も参照のこと。

## 行政
- 村長：野村 學（1989年3月26日から）

## 教育

### 小学校
- 守門村立福山小学校 - 2004年に上条小と統合される[3]。
- 守門村立上条小学校[4][3]。
- 守門村立須原小学校

### 中学校
- 守門村立守門中学校[5][6]。

## 交通

### 道路
高速道路
村内に高速道路は通っていない。最寄りは小出町の魚沼インターチェンジ（関越自動車道）となる。
一般国道
- 国道252号
- 国道290号

都道府県道
- 主要地方道
  - 新潟県道57号栃尾守門線
  - 新潟県道70号小出守門線

### 鉄道
- 東日本旅客鉄道
  - 只見線
    - 上条駅、越後須原駅

## 名所・旧跡・観光スポット・祭事・催事
- 守門温泉 SLランド[7]
- 奥只見レクリェーション都市公園 須原公園
- 目黒邸 - 国の重要文化財
- 佐藤家住宅 - 国の重要文化財
- 玉川酒造 ゆきくら館
- 絵本の家ゆきぼうし
- 合宿村
- 須原スキー場 - 1963年開業。
  - 自然科学館 星の家

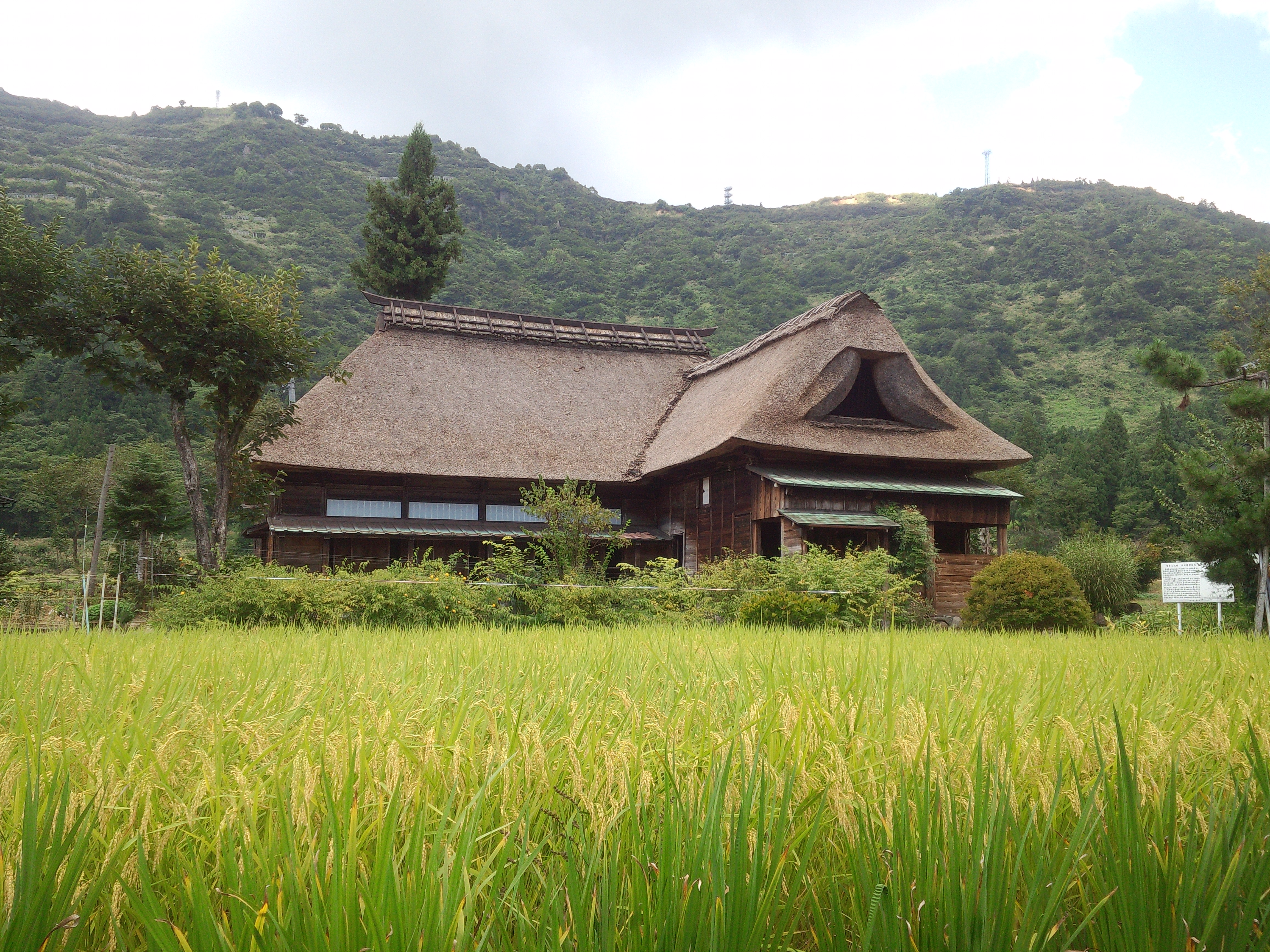
佐藤家住宅（国の重要文化財）

- アクシオムスキー場 - 1972年開業。2001年閉業。
- 新映館 - 映画館。